# Насилие с применением оружия
Насилие с применением оружия – это насилие, совершенное с применением оружия (огнестрельного или стрелкового). Насилие с применением оружия может быть преступным и непреступным. Преступное включает в себя убийство (за исключением случаев, когда и где оно оправдано самозащитой), нападение с использованием летального оружия, самоубийство или (попытку самоубийства, в зависимости от юрисдикции того или иного государства). Некриминальное насилие охватывает случайные или непреднамеренные травмы и смерть (за исключением случаев преступной халатности).
По данным GunPolicy.org, 75 процентов из 875 миллионов единиц оружия в мире контролируются гражданскими лицами. Почти половина этого оружия (46%) принадлежит гражданам США, где наблюдается самый высокий уровень владения оружием в мире. В 2017 году в Соединённых Штатах от насилия, связанного с применением оружия, погибли около 40 000 человек, что является самым высоким годовым показателем за последние десятилетия.
Касаемо мировых показателей, по всему миру насилия с применением оружия погибают в среднем 250 000 человек в год. 44% убийств совершаются с применением огнестрельного оружия, а в промежутке между 2012 г. и 2016 г. в мире насчитывалось 1,4 млн. смертей вследствие использования огнестрельного оружия.

## Типы

### Суицид
Основная статья: Самоубийство
Во многих странах существует тесная взаимосвязь между доступом к оружию в целом и риском самоубийства, доказательства которого наиболее наглядны в Соединенных Штатах. В 2017 году почти половина 47 173 самоубийств в стране были связаны с применением огнестрельного оружия.
Проведённое в 1992 году исследование «случай-контроль» в Теннесси и Вашингтоне показало, что лица, владеющие оружием, почти в пять раз чаще совершают самоубийства, чем граждане, в домах которых оружия нет. По состоянию на 2008 год в США было проведено 12 исследований типа «случай-контроль», и все они обнаружили, что оружие в доме было связано с повышенным риском самоубийства. Наоборот, исследование, проведённое в Новой Зеландии в 1996 году, не выявило существенной корреляции между владением бытовым оружием и самоубийством. Оценивая данные из 14 развитых стран, с известными данными о владении оружием, Исследовательский центр Гарвардского контроля травм обнаружил статистически значимые корреляции между этими уровнями и уровнем самоубийств. Но параллели оказались несущественными, когда были включены данные из других стран.

### Преднамеренное убийство
Управление ООН по наркотикам и преступности (УНП ООН) определяет преднамеренное убийство как действия, в которых преступник намеревался нанести смерть или тяжкие телесные повреждения другому человеку.
Это исключает случаи смерти:
- связанные с конфликтами (войной);
- вызванные безрассудством или небрежностью;
- оправданные (например, в целях самообороны);
- действия правоохранительных органов при исполнении служебных обязанностей.[14]

По данным исследования УНП ООН, в 2017 огнестрельное оружие было применено в более 50% всех убийств в мире. Исследование Гарварда показало, что более высокая доступность оружия тесно связана с более высоким уровнем убийств в 26 странах с высоким уровнем дохода.

### Домашнее насилие
Основная статья: Домашнее насилие
Некоторые сторонники ужесточённого контроля над огнестрельным оружием считают, что наиболее убедительные доказательства, связывающего владение оружием со смертельным исходом и травмами, обнаруживаются в исследованиях насилия в семье, которые часто ссылаются на результаты исследования аналитика политики общественного здравоохранения Артура Келлермана. Он обнаружил, что риск убийства был на самом деле немного выше в домах, где присутствовал пистолет. Однако некоторые критики оспаривают его работу.

### Грабёж и вооружённые нападения
Управление Организации Объединённых Наций по наркотикам и преступности определяет грабёж как кражу имущества с применением силы или угрозой применения силы. Огнестрельное оружие используется в качестве угрозы при грабеже и нападениях в 4-6 раз больше, чем в качестве средства защиты в борьбе с преступностью.

### Случайные смерти от огнестрельного оружия
С 1979 по 1997 год 30 000 человек в Соединённых Штатах погибли от случайных ранений с применением огнестрельного оружия. Непропорционально большое количество этих смертей произошло в тех частях Соединённых Штатов, где огнестрельное оружие более распространено.

## Предотвращение
Государства по всему миру применяют различные меры для того, чтобы не допускать злоупотребления стрелковым оружием, находящимся в государственной собственности или в частном владении, а также препятствовать его незаконному обороту. Для того чтобы осуществить данные меры в рамках ООН, государства-члены Организации взяли на себя ряд обязательств по контролю над стрелковым оружием, к которым относятся:
Протокол против незаконного изготовления и оборота огнестрельного оружия;
Программа действий по предотвращению и искоренению незаконной торговли стрелковым оружием и лёгкими вооружениями во всех её аспектах и борьбе с ней,
Основные принципы применения силы и огнестрельного оружия должностными лицами по поддержанию правопорядка.
С середины 1990-х гг. ООН неоднократно рассматривала вопрос об огнестрельном оружии и лёгких вооружениях. Из резолюций, посвящённых данной проблеме, можно выделить Резолюцию Генеральной Ассамблеи 60/68 (Устранение негативных гуманитарных последствий незаконного производства, передачи и обращения стрелкового оружия и легких вооружений и их чрезмерного накопления и их последствий для процесса развития) и Резолюцию Генеральной Ассамблеи 64/228 (Содействие развитию посредством уменьшения масштабов и предупреждения вооруженного насилия).
В апреле 2000 г. в Вене состоялся 10 Конгресс ООН по предупреждению преступности и обращению с правонарушителями. На нём были рассмотрены проблемы, связанные с борьбой с организованной преступностью. Итогом работы стало подписание Конвенции ООН против транснациональной организованной преступности и двух протоколов к ней, касающихся торговли людьми и незаконной миграции.
Террористические акты 11 сентября 2001 г., заставили мир кардинально пересмотреть вопрос опасности огнестрельного оружия. Как отмечается в резюме Токийской встречи по итогам Конференции Организации Объединённых Наций по проблеме незаконной торговли стрелковым оружием и легкими вооружениями во всех её аспектах:
«Проблемы терроризма, незаконного оборота наркотиков, организованной преступности, региональных конфликтов и оружия, используемого в таких конфликтах, тесно связаны между собой, и международное сообщество должно приложить ещё большие усилия для решения таких проблем».
18–25 апреля 2005 г. в Бангкоке был проведён 11 Конгресс ООН по предупреждению преступности и уголовному правосудию, где много внимания уделялось мерам, направленным на содействие странам к присоединению к Протоколу против незаконного изготовления и оборота огнестрельного оружия (принятого резолюцией 55/255 Генеральной Ассамблеи от 31 мая 2001 года). Согласно документу, государства-участники берут на себя следующие обязательства:
– принятия и усиления национального законодательства и процессуальных норм, касающихся, в частности, криминализации преступлений и ареста, конфискации и отчуждения огнестрельного оружия (ст. 5-6);
– хранения информации об огнестрельном оружии, а также его изготовителе и списании (ст. 7-9);
– создания и применения эффективных систем выдачи лицензий или разрешений на экспорт-импорт и транзит огнестрельного оружия (ст. 10);
– принятия надлежащих правовых и административных мер по предупреждению утрат, хищений или утечки огнестрельного оружия, а также по обмену соответствующей информацией и развитию международного сотрудничества (ст. 11-13);
– создания и применения эффективной системы регулирования деятельности лиц, осуществляющих брокерские операции (ст. 15);
– разработки проектов технического сотрудничества и мер борьбы с незаконным оборотом огнестрельного оружия в целях оказания помощи развивающимся странам и странам с переходной экономикой (ст.14).

## Насилие с применением огнестрельного оружия по странам
Уровень насильственной смерти от огнестрельного оружия варьируется от 0,03 до 0,04 на 100 000 населения в Сингапуре и Японии, до 59 и 67 на 100 000 в Гондурасе и Венесуэле. Самые высокие показатели насильственной смертности от огнестрельного оружия в мире наблюдаются в странах Южной и Центральной Америки с низким уровнем дохода, таких как Гондурас, Венесуэла, Колумбия, Сальвадор, Гватемала и Ямайка.

### Латинская Америка
Межамериканский банк развития опубликовал отчёт, в котором освещаются ключевые факторы в городах Латинской Америки, которые способствуют повышенному насилию с использованием оружия: неблагоприятная экономическая ситуация, нестабильность жилья, разрушение семьи, отсутствие в школе, возрастная структура населения и потребление алкоголя. Эти факторы могут быть применены к другим регионам мира, в которых зафиксирован высокий уровень насилия с применением оружия.
В Бразилии зарегистрировано самое большое число смертей от оружия в мире: около 46 000 на момент 2018 года (из 250 000 жертв по всему миру).

### США
В Соединённых Штатах массовые расстрелы получают много внимания со стороны СМИ, и поэтому создаётся впечатление высокой смертности именно из-за них. Массовые расстрелы, однако, являются причиной лишь небольшого количества общего числа жертв от насилия с применением оружия в Соединённых Штатах. Более 2/3 смертей от оружия в США являются следствием самоубийств.. Ряд общественных движений как Brady Campaign, Business for Social Responsibility и Межконфессиональный центр корпоративной ответственности оказывают давление на производителей огнестрельного оружия США с целью повышения безопасности их продукции.

### Япония
Япония имеет наименьшее количество ежегодных смертей с применением оружия. В Японии действуют одни из самых строгих в мире законов о ношении оружия, и ежегодно в Японии насчитывается 100 или менее смертей от огнестрельного оружия при населении в более 127 миллионов человек (смертность от огнестрельного оружия составляет 0,02 на 100 000 человек). Для того, чтобы приобрести оружие, граждане Японии обязаны посещать длительные занятия, сдать письменный экзамен и тест по стрельбе с точностью не менее 95%. Кандидаты также проходят оценку психического здоровья в больницах, а также всестороннюю проверку данных, проводимую правительством. Проходить занятия и сдавать экзамен необходимо каждые три года.

### Россия
Российская Федерация является одним из крупнейших производителей и экспортёров всех видов вооружений в мире, в т. ч. и огнестрельного оружия. Основным внутригосударственным нормативным актом, наиболее полно регулирующим отношения в области оборота огнестрельного оружия, т. е. его производство, продажу, приобретение, учёт, хранение, ввоз, вывоз, применение, изъятие и т. д., является ФЗ РФ «Об оружии» от 13 ноября 1996 г.
Примечательно, что, хотя количество убийств, самоубийств и случайных смертей от огнестрельного и стрелкового оружия в мире увеличилось примерно на 40 000 случаев в год с 1990 по 2016 годы, данный показатель для России снизился примерно на 600 случаев в год.

## Обсуждение
Генеральный секретарь ООН Кофи Аннан о проблеме насилия с применением оружия:
«Число погибших от стрелкового оружия намного превосходит число погибших в результате применения других систем вооружений, причем почти каждый год число погибших от стрелкового оружия значительно превосходит число погибших в результате атомной бомбардировки Хиросимы и Нагасаки. По числу жертв стрелкового оружия его действительно можно было бы назвать «оружием массового уничтожения». Но, несмотря на это, в отличие от ситуации с химическим, биологическим и ядерным оружием, до сих пор нет никакого всемирного режима нераспространения, который ограничивал бы расползание этого оружия по всему миру».
Ряд исследователей считают, что введение более ужесточённых правил касаемо владения оружия гражданами приводит к сокращению уровня преступности. В Соединённых Штатах того же мнения придерживается большинство представителей Демократической партии США, а также её сторонники и аффилированные с партией группы. С другой стороны, сторонники и представители правых Республиканских сил США упорно отстаивают право, предоставляемое Второй поправкой к Конституции США:
«Поскольку хорошо организованное ополчение необходимо для безопасности свободного государства, право народа хранить и носить оружие не должно нарушаться».
Критике подвержены позиции обеих сторон. Представители Республиканской партии неонократно утверждали, что для предотвращения насилия с применением оружия необходим минимум ограничений на ношение оружия, чтобы им можно было воспользоваться в целях самозащиты. Противники данной позиции указывают на то, что доступность оружия априори приводит к увеличенному риску его использования в насильственных целях, что подтверждается частотой массовых нападений с огнестрельным оружием в США, особенно в последние годы.
Тем не менее, согласно исследованию Дейвида Старка в 2017 году, насилие с применением огнестрельного оружия является одной из наименее изученных причин смерти в США:
«Что касается показателей смертности, исследования насилия с применением оружия были наименее изученной причиной смерти и второй по значимости причиной смерти».